# Going to Hell? Permission Granted!
A Going to Hell? Permission Granted! a lengyel The Sixpounder-nek a debütáló albuma. 2011 februárjában jelent meg először, szerzői kiadásban, majd újra kiadták, ahogy az együttes leszerződött az Universal-hoz.

## Számlista
01. Going To Hell…

02. Plastic Bag

03. An Ode to Murder by John Doe

04. Crimson Skies

05. Last True Cowboy Manifesto

06. Creation: 1

07. Mimic

08. For Those Who Betrayed

09. A Heart Beat

10. The Moment of Triumph

11. Stephanie

12. …Permission Granted

13. Bonus Track: Bloodline
Az összes számot a The Sixpounder írta, kivéve a Bloodline-t, ami a Slayer dala.

## Fogadtatás
Az albumot jó kritikai fogadtatás övezte.
"Az albumot hallgatva brutális groove metal/metalcore mészárlásnak lehetünk fültanui, ami ráadásul brutálisan jól is szól..." - Hammer World
"...az énekes, szövegíró Frantic Phil és a fő dalszerző gitáros Paul Shrill által életre hívott csapat tud zenélni, tud dalokat írni, mindezt profin teszik, s valószínűleg jól is adják el magukat, amit bizonyít tavalyi Wacken Metal Battle megnyerése is, aminek eredményeképp fel is léphettek a fesztiválon. Talán a tempókon még variálhattak volna kicsit, hogy ne folyjon össze ennyire a 43 perces lemez." - Fémforgács az albumról

## Közreműködtek
The Sixpounder:
- Frantic Phil - énekes
- Paul Shrill - gitáros
- Jar O'Big BatTom - basszusgitáros
- Mike Noodle - gitáros
- Jeff Vader - dobos

Producer, mixelés, masterelés:
- Jacek Miłaszewski